# Kurikka
Kurikka est une ville de l'ouest de la Finlande, dans la province de Finlande occidentale et la région d'Ostrobotnie du Sud.
Kurikka a absorbé Jalasjärvi le 1er janvier 2016,.

## Histoire
La première mention du lieu date de 1412. Il faudra cependant attendre 1868 pour que Kurikka devienne une municipalité autonome. C'est à cette époque que se développent les premières industries, principalement centrées sur le travail du bois et des métaux.
Kurikka a poursuivi cette tradition jusqu'à aujourd'hui, conservant un nombre d'emplois industriels relativement plus élevé que dans les autres communes d'Ostrobotnie. On y trouve notamment une importante fabrique de meubles. L'agriculture n'en occupe pas moins une place centrale, et la commune est logiquement dominée politiquement par le Parti du centre.

## Géographie
Kurikka se situe dans les grandes plaines d'Ostrobotnie, sans lacs ni relief visible. Aux champs à perte de vue dans la vallée de la rivière Kyrönjoki succèdent des zones forestières sur les bordures de la commune.
Les municipalités voisines sont Ilmajoki, Karvia, Kauhajoki, Kihniö, Laihia, Maalahti, Närpiö, Parkano, Seinäjoki et Teuva.

## Économie
La ville compte plusieurs entreprises industrielles. Le plus gros employeur est Fortaco Oy (anciennement Velsa), fabricant de cabines de machines-outils. Fortaco compte environ 300 employés à Kurikka.
Pohjanmaan Kaluste Oy et Relicomp Oy emploient également plus de 100 personnes.
Viafin Service a son siège a Kurikka.
De la main-d'œuvre employée, 53,2 % travaillent dans le secteur des services. Néanmoins, l’agriculture et la foresterie représentent 9,4 % de la population active occupée.
La ville de Kurikka détient environ 1,5 million d’actions de Neste. La ville de Kurikka détient également environ 6,2 millions d'actions de Fortum (annonce le 19 décembre 2018). En décembre 2018, la valeur des actions s'élevait à 235 millions d'euros.
En 2020, les principales entreprises de Kurikka par chiffre d'affaires sont:
| Société                          | C.A.  |
| -------------------------------- | ----- |
| Juustoportti Food Oy             | 54 M€ |
| Fortaco Ostrobothnia Oy          | 51 M€ |
| Viafin Process Piping Oy Kurikka | 26 M€ |
| Pohjanmaan Kaluste Oy            | 20 M€ |
| Relicomp Oy                      | 16 M€ |
| Finnkumu Oy                      | 13 M€ |
| K-Rauta Jalasjärvi               | 11 M€ |
| Kurikan Kaukolämpö Oy            | 9 M€  |
| E J Hiipakka Oy                  | 7 M€  |
| Listatalo Oy                     | 6 M€  |

## Démographie
Depuis 1980, l'évolution démographique de Kurikka est la suivante :
| Année      | 1980   | 1985   | 1990   | 1995   | 2000   | 2005   |
| ---------- | ------ | ------ | ------ | ------ | ------ | ------ |
| population | 16 949 | 17 062 | 16 720 | 16 253 | 15 482 | 15 019 |

| Année      | 2010   | 2016   | 2020   |
| ---------- | ------ | ------ | ------ |
| population | 14 597 | 21 521 | 20 656 |

## Politique et administration

### Administration
Lors des élections municipales de 2017, 43 sièges au conseil municipal ont été répartis comme suit: Parti du centre 19 sièges, Parti de la coalition nationale 10 sièges, Parti social-démocrate 5 sièges, Vrais Finlandais 5 sièges, Ligue verte 2 sièges, Chrétiens-démocrates 2 sièges et Alliance de gauche 1 siège.

### Politique
Aux dernières élections municipales.
| Année | KESK  | KESK | KOK   | KOK  | SDP   | SDP  | PS    | PS  | KD   | KD  | VIHR | VIHR | VAS  | VAS |
| Année | Voix  | %    | Voix  | %    | Voix  | %    | Voix  | %   | Voix | %   | Voix | %    | Voix | %   |
| 2017  | 4 736 | 42,0 | 2 472 | 21,9 | 1 456 | 12,9 | 1 094 | 9,7 | 531  | 4,7 | 505  | 4,5  | 480  | 4,3 |

## Transports

### Routiers

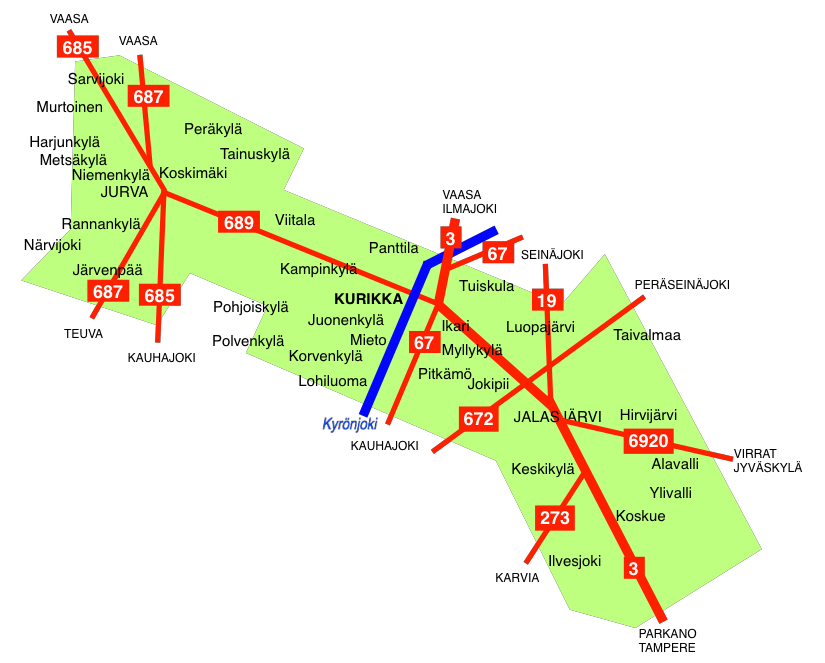
Villages de Kurikka et routes au début 2016.

Kurikka est traversée par l'importante nationale 3 (E12). Cette route la relie à Vaasa (76 km), et de l'autre côté à Tampere (169 km) et Helsinki (346 km).
La capitale régionale Seinäjoki est à 32 km.
- Helsinki 346 km
- Tampere 169 km
- Turku 275 km
- Oulu 357 km
- Lahti 294 km
- Kuopio 340 km
- Jyväskylä 214 km
- Pori 153 km
- Vaasa 76 km
- Seinäjoki 32 km
- Lapua 57 km

### Ferroviaires
La ligne ferroviaire de Suupohja qui va de Seinäjoki à Kaskinen traverse la ville. De nos jours, il n'y a que du trafic de marchandises sur la ligne, le trafic passagers a cessé en 1968.
Les gares ferroviaires les plus proches de Kurika sont la gare de Seinäjoki et de la gare de Parkano.

## Personnalités
- Arsi Harju (1974-), champion olympique du lancer du poids.
- Kalevi Kivistö, politicien
- Juha Mieto,skieur et politicien
- Jorma Ollila, entrepreneur
- Vesa-Matti Saarakkala, politicien
- Agnes Hildegard Sjöberg (1888 - 1964), vétérinaire finlandaise, y a vécu.

## Jumelages
- Holmegaard (Danemark)
- Melhus (Norvège)
- Commune d'Ockelbo (Suède)
- Commune de Audru (Estonie)
- Commune de Sauga (Estonie)

## Galerie

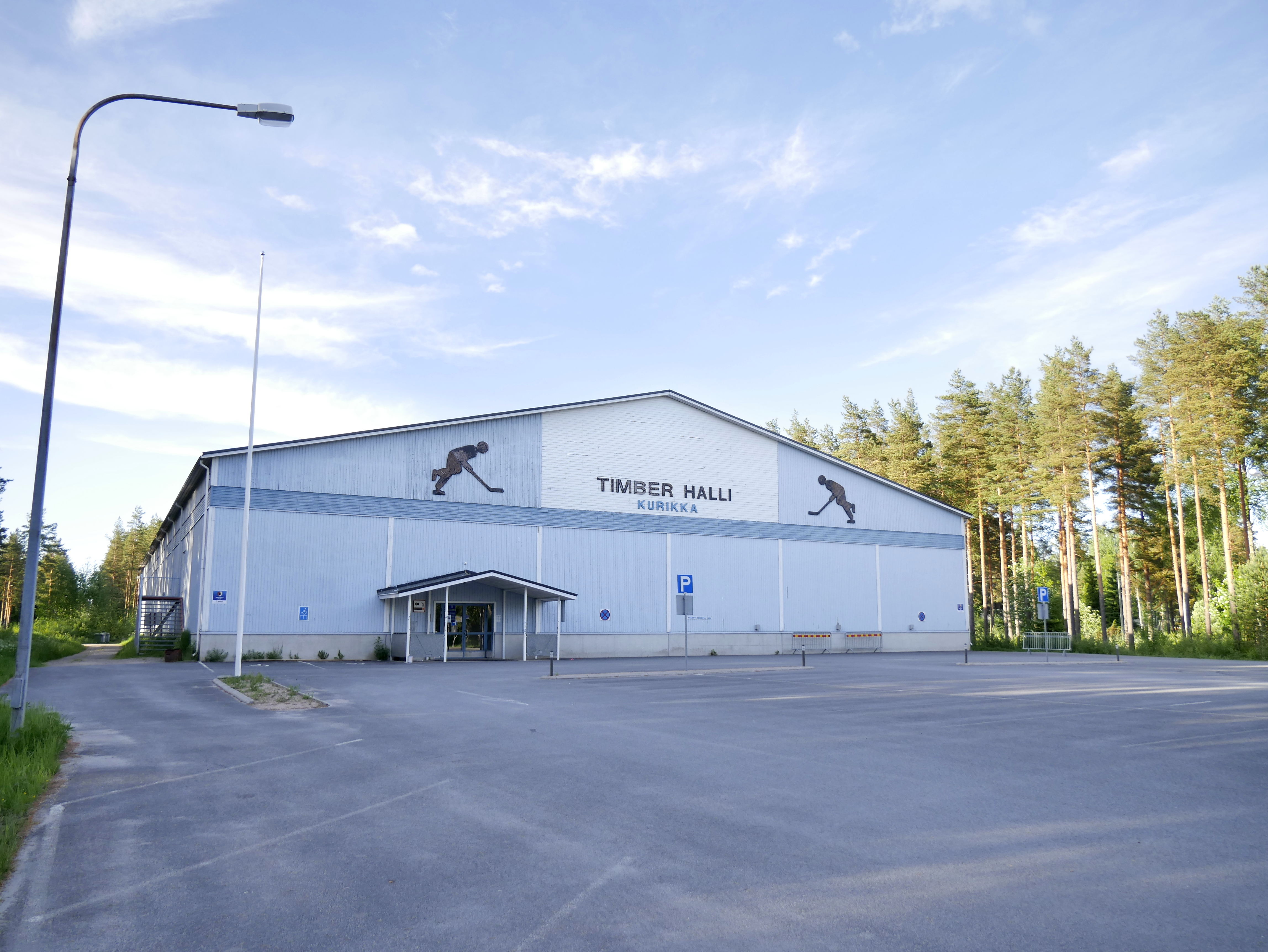
Patinoire de Kurikka.
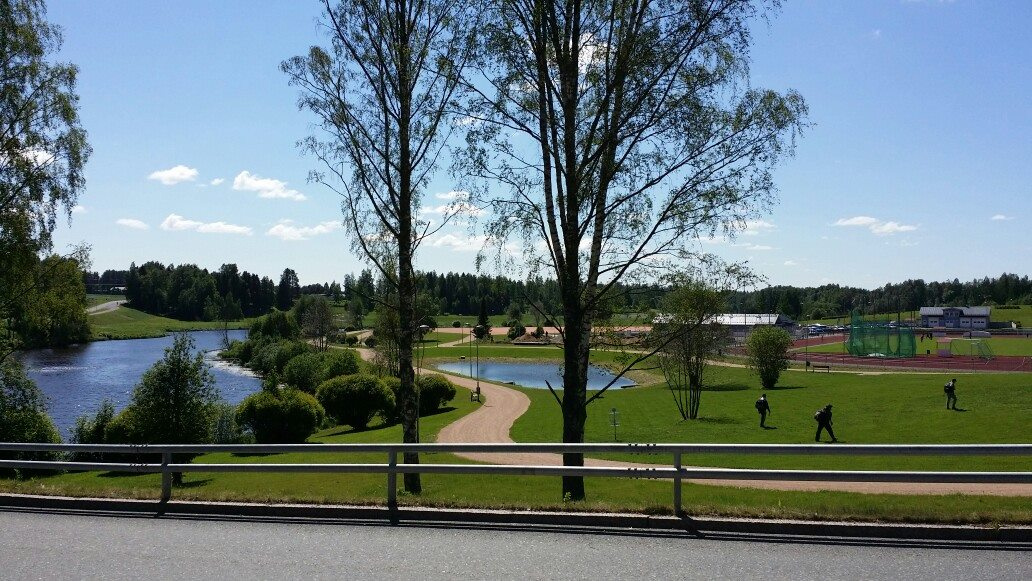
Parc sportif.
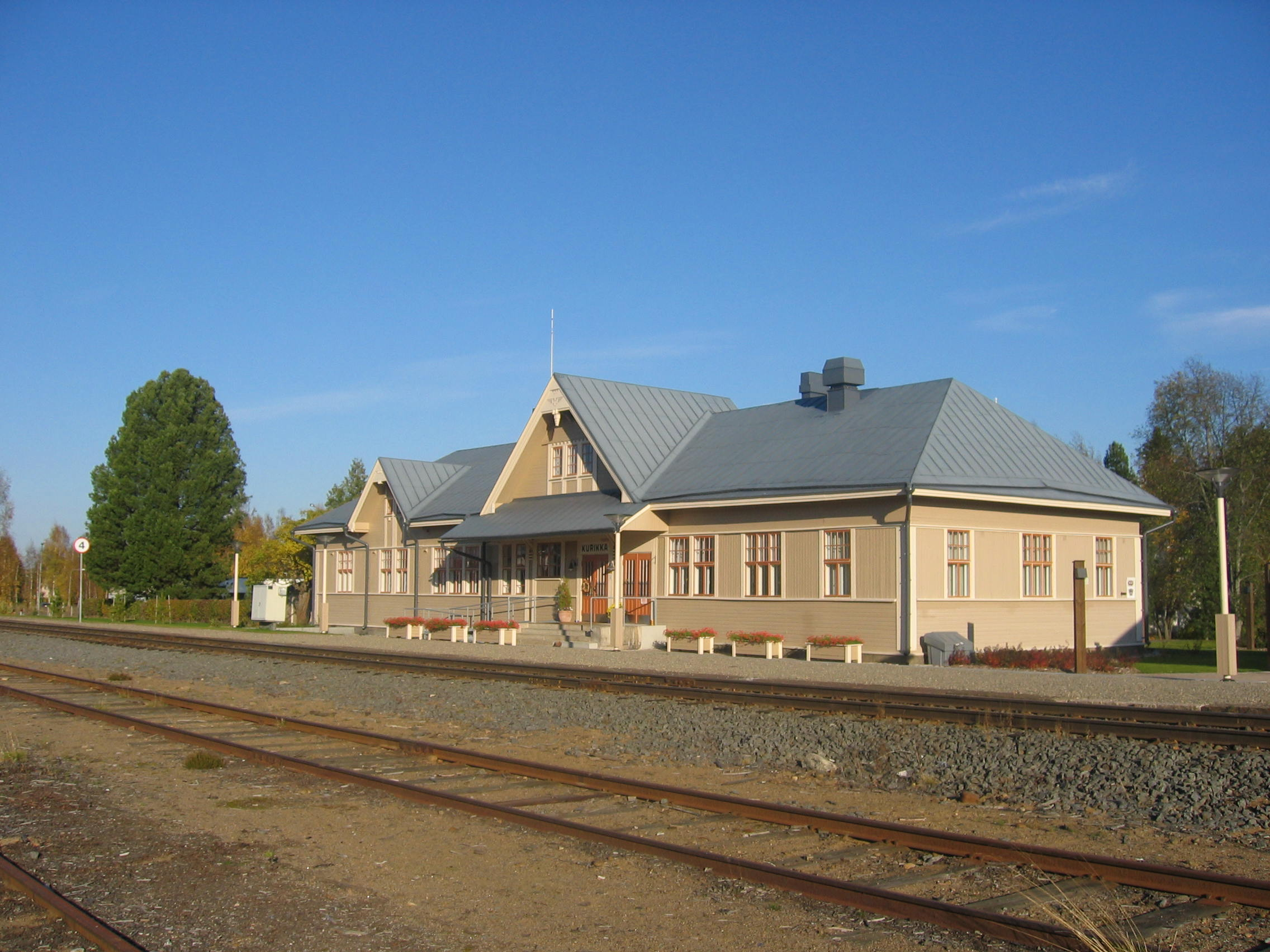
Gare de Kurikka.
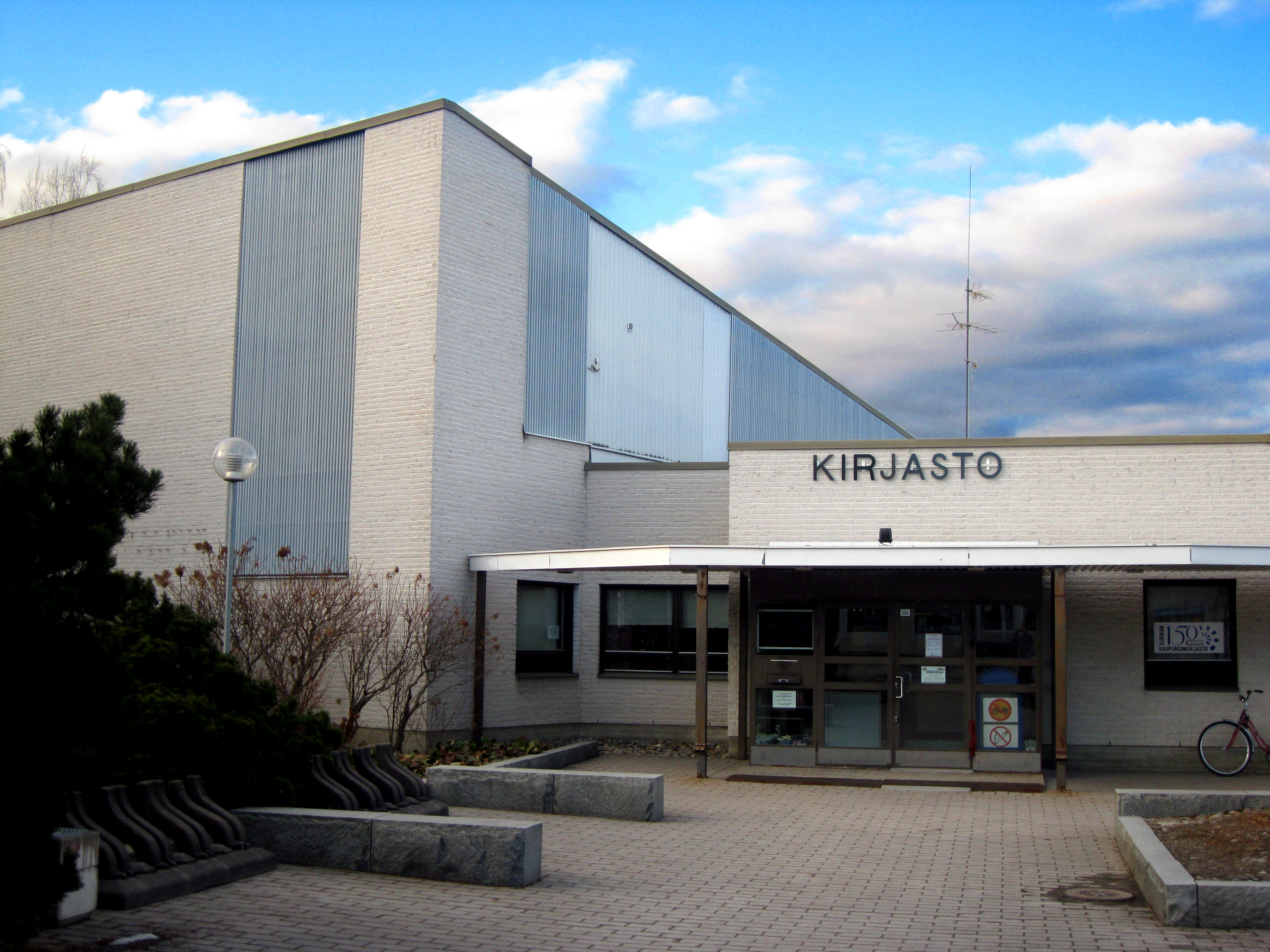
Bibliothèque municipale.
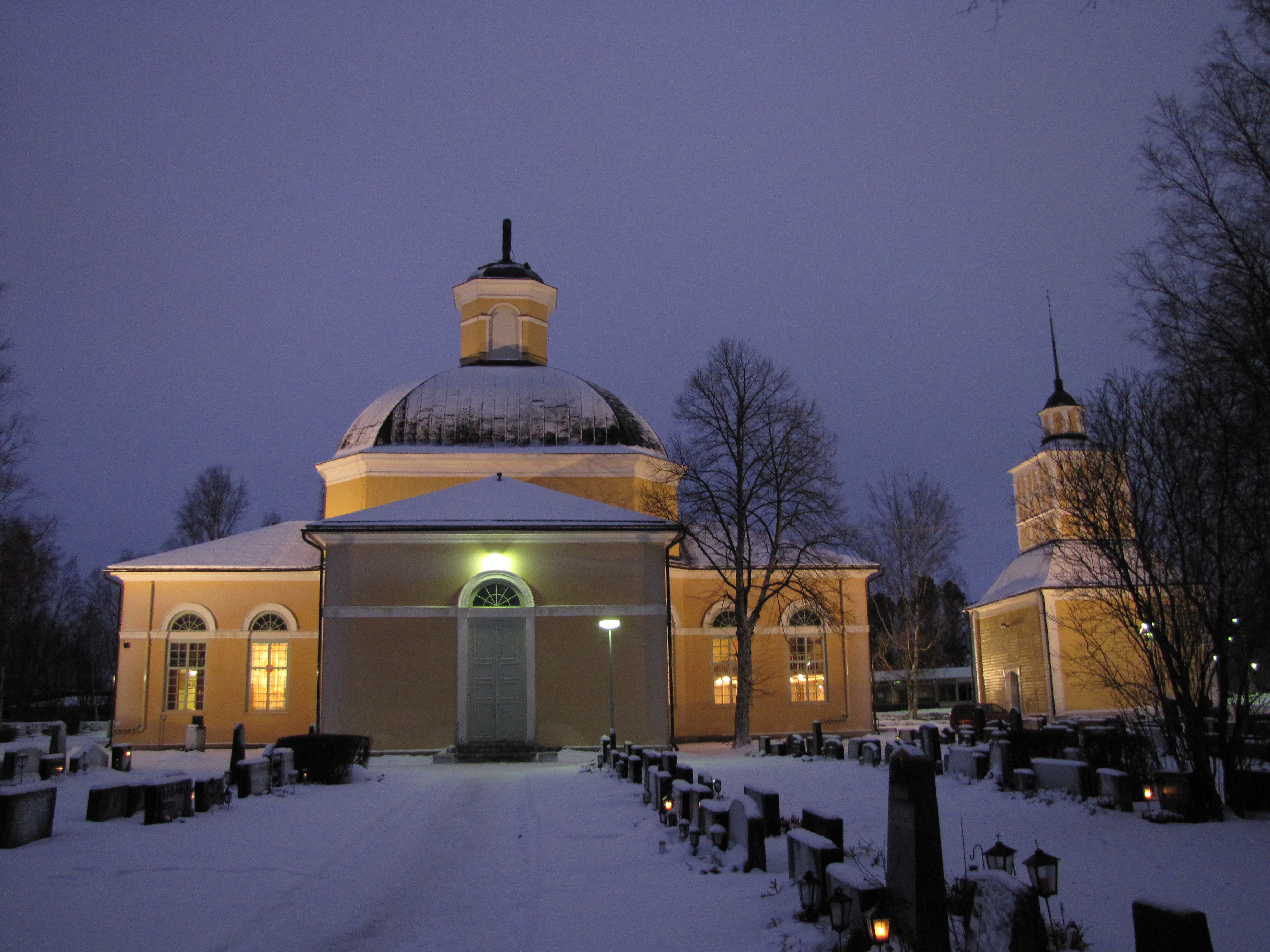
Église de Kurikka
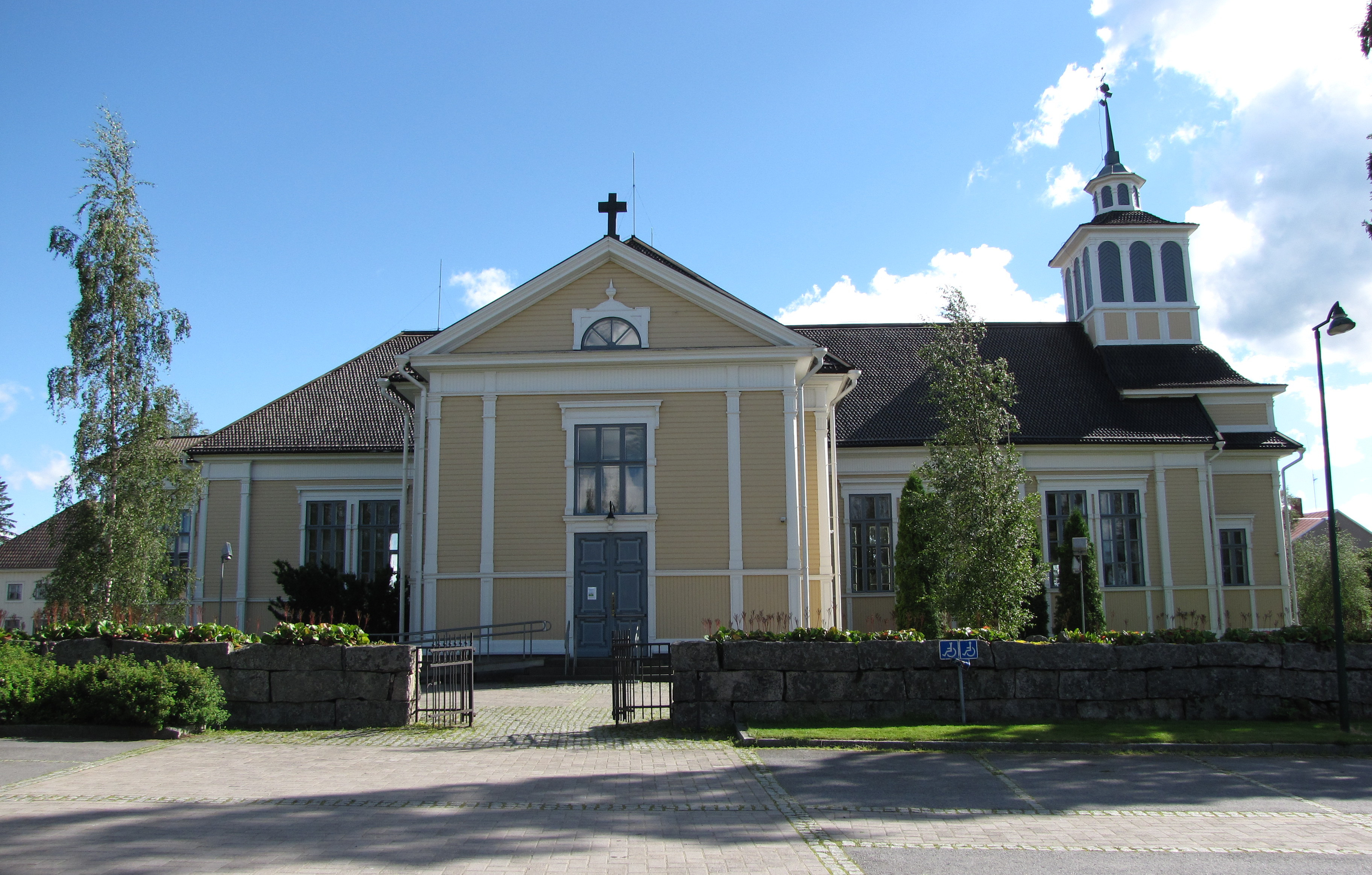
Église de Jalasjärvi
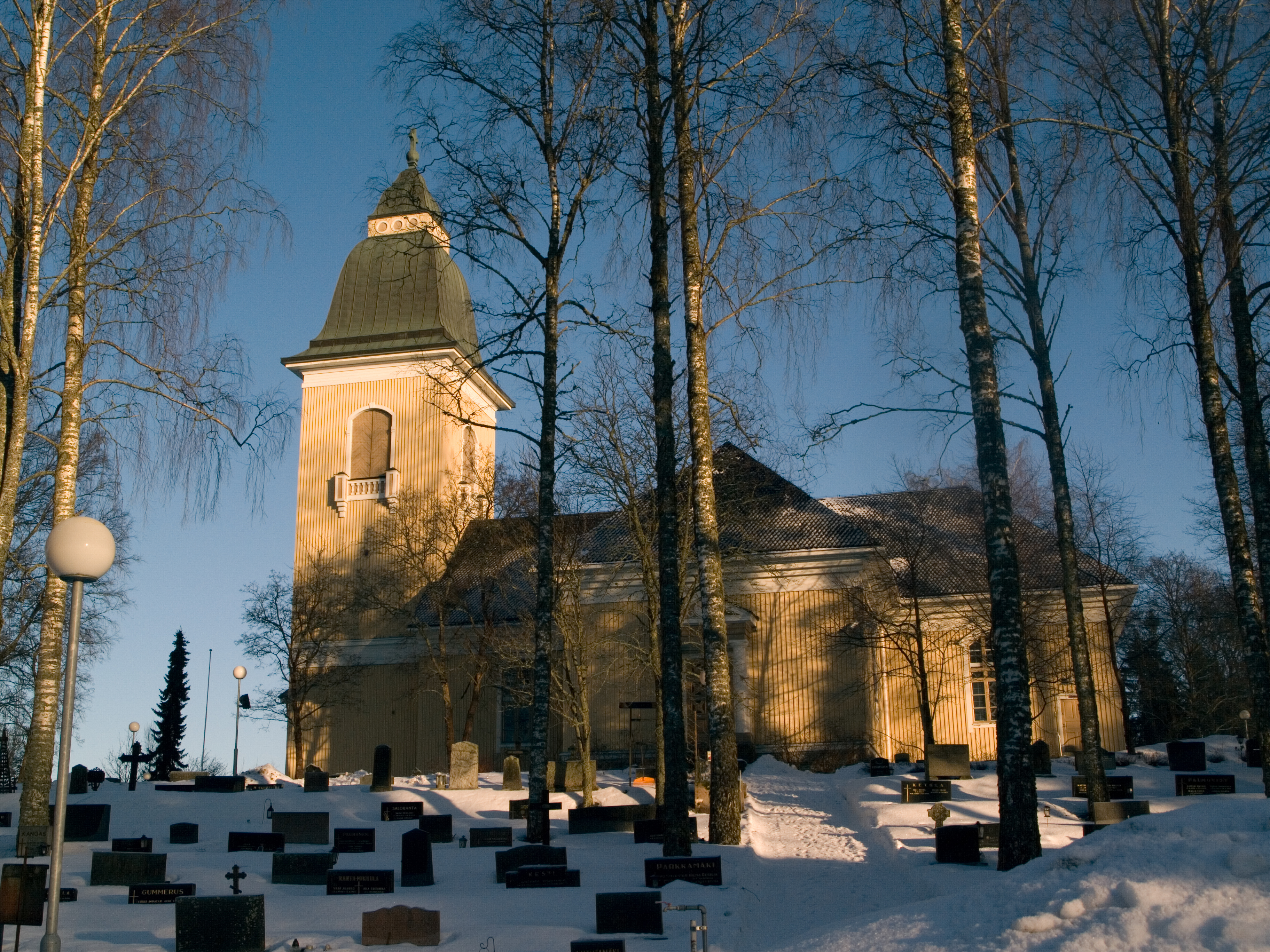
Église de Jurva